# Simoselaps
Simoselaps is een geslacht van slangen uit de familie koraalslangachtigen (Elapidae) en de onderfamilie Elapinae.

## Naam en indeling
De wetenschappelijke naam van de groep werd voor het eerst voorgesteld door Giorgio Jan in 1859. Er zijn vier soorten, de slangen werden eerder aan andere geslachten toegekend, zoals Rhynchelaps, Naja, Vermicella en Melwardia. De soort Neelaps bimaculatus werd tot 2014 ook tot het geslacht Simoselaps gerekend.

## Verspreiding en habitat
De slangen komen endemisch voor in delen van Australië en leven in de deelstaten Noordelijk Territorium, West-Australië en Zuid-Australië. De habitat bestaat uit savannen, scrublands, graslanden en bossen.

## Beschermingsstatus
Door de internationale natuurbeschermingsorganisatie IUCN is aan alle soorten een beschermingsstatus toegewezen. De slangen worden beschouwd als 'veilig' (Least Concern of LC).

## Soorten
Het geslacht omvat de volgende soorten, met de auteur en het verspreidingsgebied.
| Naam                  | Auteur          | Verspreidingsgebied                                                |
| --------------------- | --------------- | ------------------------------------------------------------------ |
| Simoselaps anomalus   | Sternfeld, 1919 | Australië (Noordelijk Territorium, West-Australië, Zuid-Australië) |
| Simoselaps bertholdi  | Jan, 1859       | Australië (Noordelijk Territorium, West-Australië, Zuid-Australië) |
| Simoselaps littoralis | Storr, 1968     | Australië (West-Australië)                                         |
| Simoselaps minimus    | Worrell, 1960   | Australië (West-Australië)                                         |